# Perttu Reponen
Perttu Reponen (Kitee, 18 febbraio 2002) è un combinatista nordico finlandese.

## Biografia
Originario di Kitee e attivo in gare FIS dall'agosto del 2014, ha esordito in Coppa del Mondo il 22 febbraio 2020 a Trondheim (38º), ai Campionati mondiali a Oberstdorf 2021, dove si è classificato 26º nel trampolino normale, 20º nel trampolino lungo e 5º nella gara a squadre, e ai Giochi olimpici invernali a Pechino 2022, dove si è piazzato 22º nel trampolino normale e 8º nella gara a squadre; ai successivi Mondiali juniores di Zakopane/Lygnasæter 2022 ha vinto la medaglia d'oro nella gara a squadre e quella d'argento nel trampolino normale.

## Palmarès

### Mondiali juniores
- 2 medaglie:
  - 1 oro (gara a squadre a Zakopane/Lygnasæter 2022)
  - 1 argento (trampolino normale a Zakopane/Lygnasæter 2022)

### Coppa del Mondo
- Miglior piazzamento in classifica generale: 38º nel 2024